# Mabiza pulchra
Mabiza pulchra is een insect uit de familie van de vlinderhaften (Ascalaphidae), die tot de orde netvleugeligen (Neuroptera) behoort. 
Mabiza pulchra is voor het eerst wetenschappelijk beschreven door Tjeder & Hansson in 1992.